# Halosicyos
Halosicyos es un género con una especie, Halosicyos ragonesei, de plantas con flores perteneciente a la familia Cucurbitaceae. 